# Sabulodes plauta
Sabulodes plauta är en fjärilsart som beskrevs av Frederick H. Rindge 1978. Sabulodes plauta ingår i släktet Sabulodes och familjen mätare. Inga underarter finns listade.